# Eugène-Ange-Marie Bouché
Pour les articles homonymes, voir Bouché.
Eugène-Ange-Marie Bouché, né le 7 septembre 1828 à Rostrenen (Côtes-d'Armor), mort le 4 juin 1888 à Tréguier (Côtes-d'Armor), est un prélat français qui fut évêque de Saint-Brieuc et Tréguier de 1882 à 1888.

## Biographie
Fils de Jean-Hubert Bouché, 33 ans, propriétaire et marchand, et Suzanne-Marie Le Bris son épouse âgée de 34 ans, propriétaire, Bouché est ordonné prêtre pour le diocèse de Saint-Brieuc le 22 décembre 1855, après des études au petit séminaire de Plouguernével puis au grand séminaire de Saint-Brieuc. Vicaire trois ans à Ploubazlanec, il officie ensuite comme aumônier de marine pendant 20 ans, avant que de prendre sa retraite. Nommé évêque de Saint-Brieuc le 23 septembre 1882, préconisé deux jours après, il est sacré le 30 novembre en la cathédrale Saint-Étienne de Saint-Brieuc par François-Marie Trégaro, évêque de Sées, assisté des évêques de Vannes et Quimper. Il préside à la réédification du tombeau de saint Yves en la cathédrale de Tréguier et à la restauration du culte de Notre-Dame de Rostrenen. Il décède à Tréguier, seulement âgé de 59 ans, au cours d'une visite pastorale.
Jean-Hubert Bouché était assistant au trône pontifical, comte romain et chevalier de la Légion d'honneur.

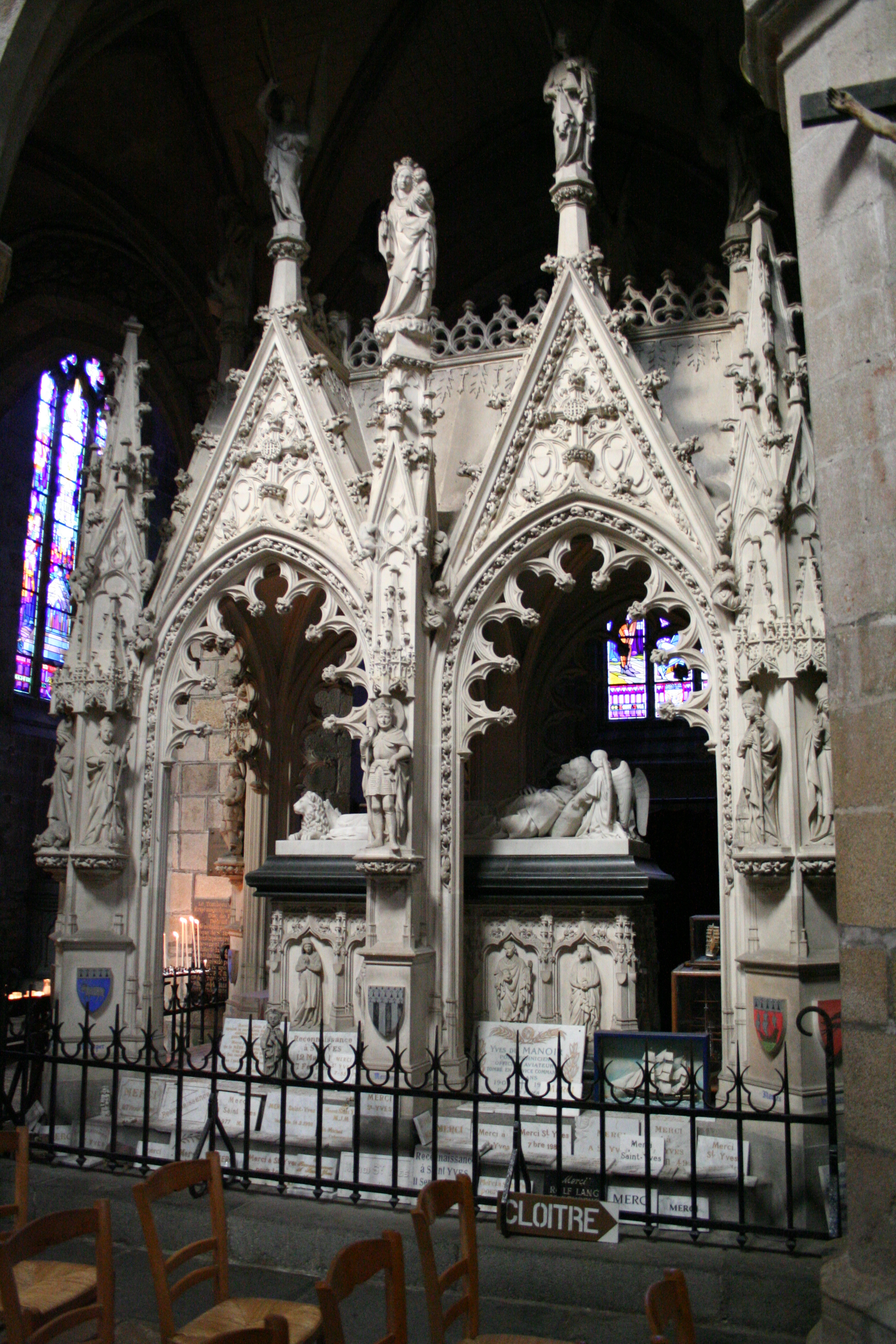
Monument à saint Yves en la cathédrale de Tréguier.
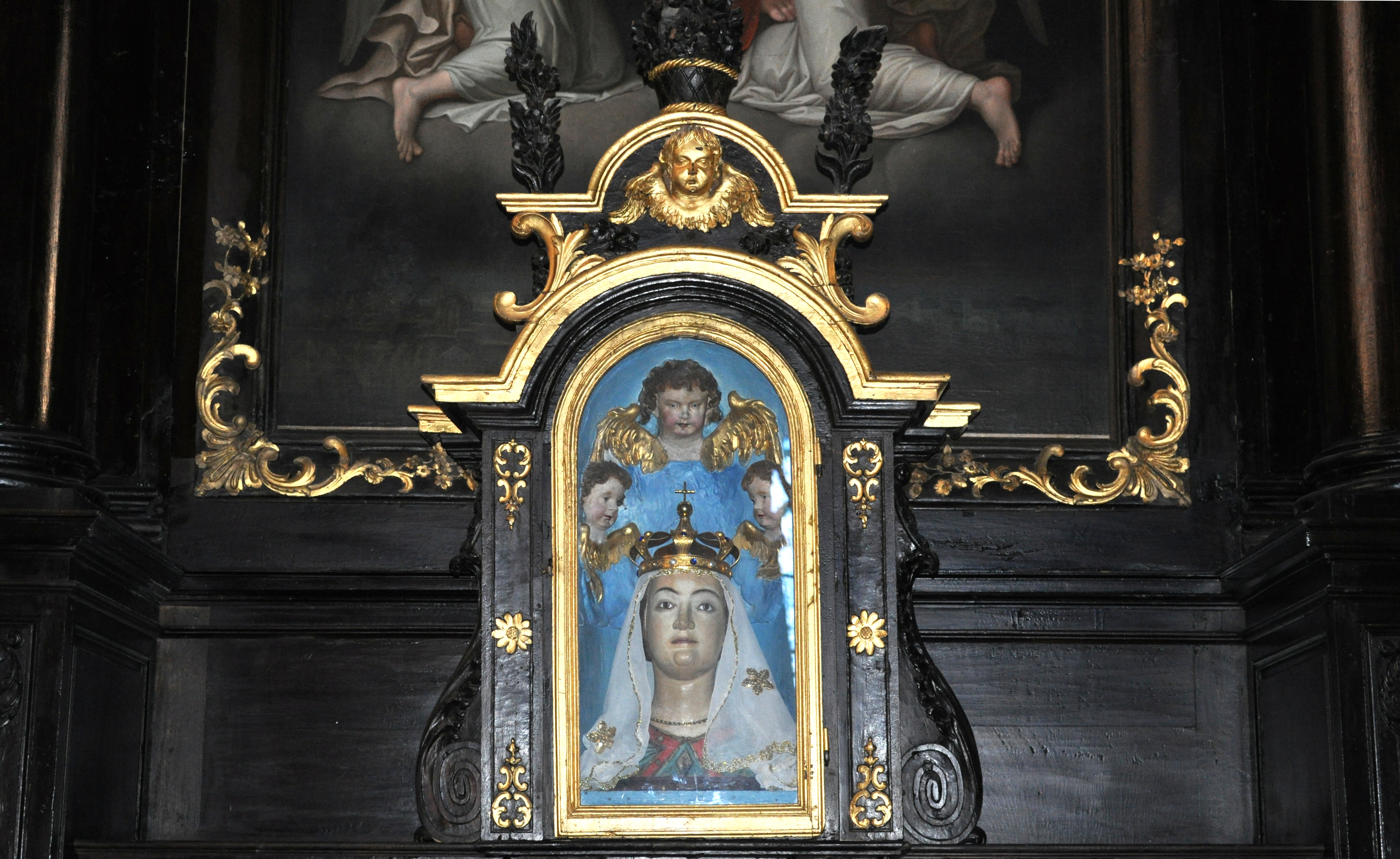
Buste de la Vierge de Rostrenen figurant sur les armes du prélat.

## Armes
D'hermines à trois fasces de gueules au buste de la Vierge de Rostrenen d'argent brochant.

## Distinctions
- Chevalier de la Légion d'honneur (14 août 1866)[5]